# Будапещенска операция
Будапещенската операция от 29 октомври 1944 до 13 февруари 1945 година е военна операция в района на град Будапеща в Унгария на Източния фронт на Втората световна война.
Тя започва с настъпление на войски на Съветския съюз и Румъния към защитаваната от германски и унгарски сили Будапеща. През декември градът е обсаден и е превзет в последвалата Битка за Будапеща. Операцията се оказва една от най-тежките при съюзническото настъпление в Централна Европа, но извоюваната със значителни загуби решителна победа ускорява края на войната в Европа.